# 스텔러바다소
스텔러바다소(Steller's sea cow, 학명: Hydrodamalis gigas)는 멸종한 해서(海棲) 포유류의 일종으로, 해우목(目) 듀공과(科)에 속한다. 일찍이 북태평양의 베링해(海) 코만도르스키예 제도에 분포하고 있던 거대한 바다소였으며, 플라이스토세에는 서식지가 현세보다 더 넓었을 것으로 여겨지고 있다. 1741년 게오르크 빌헬름 슈텔러에 의해 인류에게 존재가 알려졌다가 27년만인 1768년경 멸종하였다. 이 동물은 스텔러바다소속 무리 중에서 최후까지 생존한 종(種)이었다.

## 형태와 생태

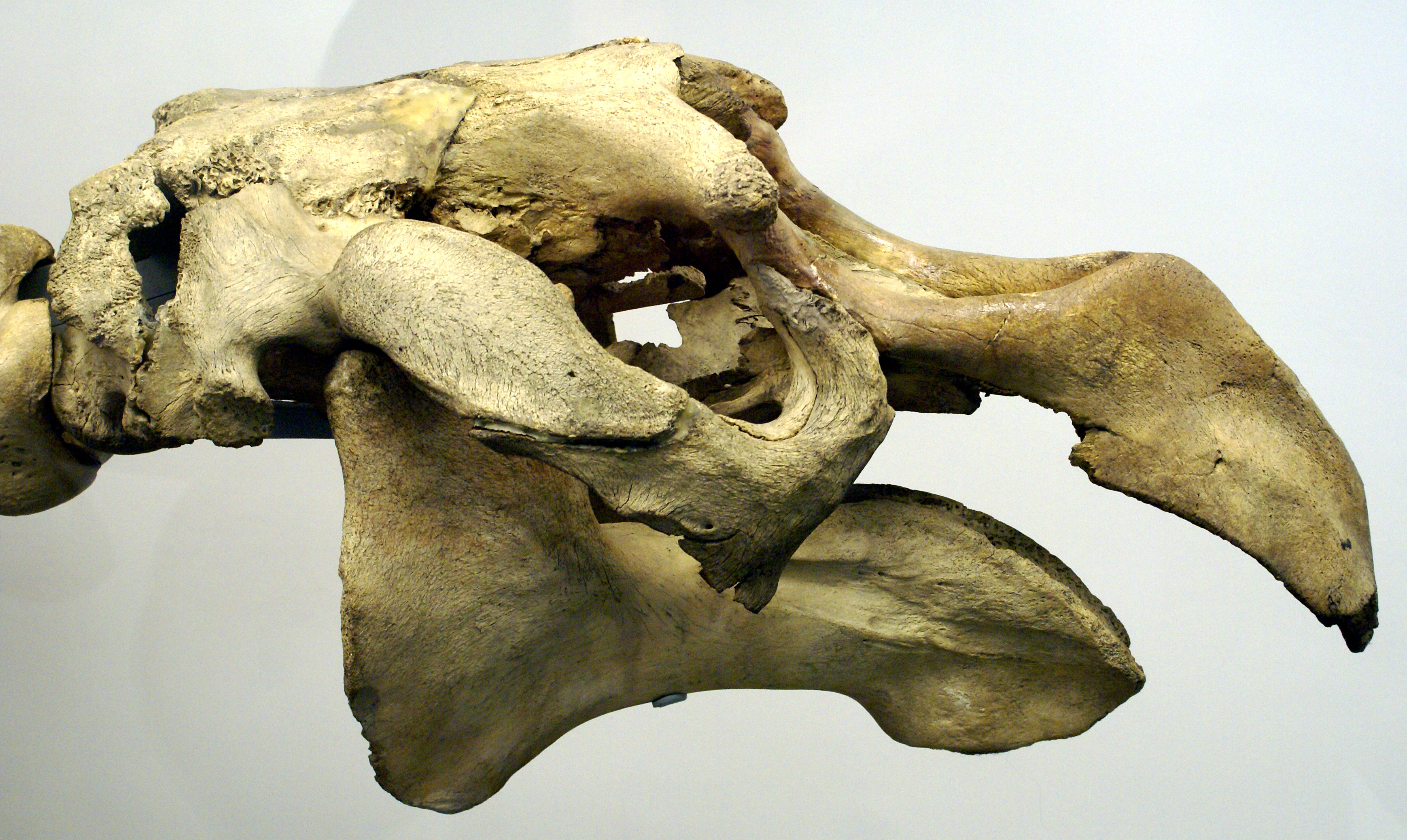
스텔러바다소 두개골

스텔러바다소는 몸길이가 8-9미터에 이르렀으며 이는 바다소목 가운데서는 물론이고 고래를 제외한 포유동물로서는 최대였다. 또한 몸무게 역시 8-10t으로 매우 무거웠으며, 최초 발견자인 슈텔러의 기록에서는 작게는 4t, 많게는 24.3t까지 측정하고 있으나 가능성은 낮다. 그 거의 잠수하지 못하고, 둥글게 융기한 등의 상부를 마치 전복한 보트의 배 밑바닥처럼 물 밖에 내비친 상태로 바다를 감돌고 있었다고 한다. 그들은 섬 주변의 얕은 바다에 무리를 만들며 살고 있었다. 조수를 타서 해안의 얕은 여울에 모여 다시마 등의 갈조류를 먹었다. 겨울이 되어 유빙이 해안을 포위하면 아무것도 먹을 수 없는 상태가 되어 지방이 없어져 여위었다. 이때의 스텔러바다소는 피부 아래의 뼈가 비쳐 보일 정도였다고 한다.
얼음이 흘러 떠날 때까지 그들은 난바다에 있었고, 봄이 되고 얼음이 없어지면 다시 해조를 먹기 시작하고 초봄에 번식에 들어가 1년 이상의 임신 기간을 거쳐 새끼 1마리를 낳았다고 생각된다. 새끼들은 무리의 중앙에서 자랐고, 한 쌍의 정은 매우 강했다고 슈텔러는 적고 있다.
스텔러바다소는 몸이 거대한 것 외에도 난해성(暖海性)의 듀공이나 매너티와는 다른 특징을 몇 개 가지고 있었다. 이 바다소의 성체는 이가 거의 퇴화했으며, 그들은 주둥이로 바위에 붙은 다시마 등을 씹어 뜯어먹었다. 현존하는 난해성의 바다소류와 같이 스텔러바다소도 다시마를 입속에서 씹거나 갈아서 으깨는 것은 거의 하지 않았다고 생각된다. 실제로 슈텔러의 말에 따르면 몸 안에는 매우 큰 장이 들어있었다고 한다. 잘 씹어 부수어지지 않은 음식을 완전하게 소화하기 위해서 그렇게 큰 장이 필요했던 것일 것이다.
스텔러바다소의 대부분은 물에 잠긴 부분의 피부에 수많은 작은 갑각류가 기생하고 있었고, 해부한 장 안에는 선충이 기생하고 있었다고 한다.
스텔러바다소의 머리 부분은 몸에 비해 작고 머리가 짧아서 몸과 경계는 별로 뚜렷하지 않았다. 목은 작고, 입의 주위에는 굵은 털이 나 있었다. 밖에서 본 귀는 콩알만 한 크기였고 별로 눈에 띄지 않았지만 내이의 구조는 발달했기 때문에 소리는 잘 들을 수 있었다고 짐작된다. 목의 구조는 매우 유연하고, 별로 몸을 움직이지 않아도 넓은 범위의 먹이를 먹을 수 있었을 것이다. 꼬리는 크고 평평했다. 몸을 둘러싼 검고 튼튼한 피부는 두께가 2.5cm에 달해 마치 나무의 가죽 같았다. 피부 아래의 지방층은 10~20 cm 이상이었다. 이것은 추위로부터 몸을 지키는 것과 동시에 얼음이나 바위 때문에 몸에 생채기가 나는 것을 막고 있었다고 생각된다.
발견 당시의 스텔러바다소는 코만도르스키 제도 주변의 한정된 지역에서밖에 생식하지 않았지만 10만 년 전의 화석을 보면 이전에는 일본 연안으로부터 적어도 미국의 캘리포니아 근처까지 분포하고 있던 것을 알 수 있다. 그 후 알류샨 열도 바깥에서 없어진 것은 기후의 변화 때문이지만 12,000년~14,000년 전경에 이 지역에 인간이 정주하게 된 것도 영향을 주었을지 모른다.

## 생물학과 행동
스텔러바다소가 어떠한 포식자를 가졌는지는 알려지지 않았다. 이는 범고래와 상어에 의해 사냥당하여 왔기 때문일 수도 있지만, 스텔러바다소의 부력이 범고래가 익사하는 것을 어렵게 했을 수도 있고, 바다소가 살았던 바위 다시마 숲이 상어를 단념시켰을 수도 있다.
스텔러(Georg Wilhelm Steller)는 고래에 기생하는 따개비(Cyamus ovalis)와 비슷한 바다소의 체외 기생충을 설명했지만, 스텔러가 채집한 원래 표본이 모두 멸종되고 없어지면서 기생충은 확인되지 않고 있다. 1846년 요한 프리드리히 폰 브란트(Johann Friedrich Von Brandt)에 의해 공식적으로 사이렌로시아무스 라이티나에(Sirenocyamus rhythinae)로 명명되었다. 이것은 사이렌 족에 서식하는 것으로 보고된 유일한 종인 시아미드 암피포드(cyamid amphipod) 종이었다. 또한 스텔러는 바다소의 내분비소(Endoparasite)를 확인했는데, 이는 아스카리드 선충류일 가능성이 있다.
스텔러바다소는 어떤 특정 환경에서만 생활할 수 있는 초식동물이었고, 하루의 대부분을 먹이를 먹는데 보냈고, 숨을 쉬기 위해 4-5분마다 머리를 들어올렸다. 켈프(Kelp)는 주요 식량원이었다. 바다소는 여러 종의 다시마를 먹었을 가능성이 있는데, 이것은 아가룸 spp(Agarum spp), 알라리아 프라엘롱가(Alaria praelomga), 할로사시온 글랜드미피테(Halosaccion glandiforme), 라미나리아 사카리나(Laminaria saccharina), 네레오시픽티스 루에케아나(Nereocyctis), 탈라시오필룸 클라스루스(Thalassiophyllum clathrus)로 알려져 있다. 스텔러바다소는 켈프(Kelp)의 부드러운 부분만을 먹으려는 경향이 있다. 바다소도 해초를 먹었을지는 알 수 없지만, 그 식물은 생존 가능한 인구를 부양할 만큼 흔하지 않았고 해우의 주요 식량원이 될 수 없었다. 또한, 바다소의 범위(Phyllospadix spp. 및 Zostera marina)에서 사용할 수 있는 해초는 너무 깊은 물에서 자라거나 너무 단단하여 동물이 섭취할 수 없었을 것이다. 바다소가 떠다니기 시작한 이후, 바다소는 조수 아래 1미터(3.3피트) 이하의 먹이밖에 접근하지 못한 것으로 여겨지기 때문에, 그것은 캐노피 켈프(Canopy kelp)를 먹었을 가능성이 있다. 다시마는 방목으로부터 보호하기 위해 화학억제제를 방출하지만, 캐노피 켈프(Canopy kelp)는 더 낮은 농도의 화학물질을 방출하여 바다소가 안전하게 풀을 뜯을 수 있게 한다.
스텔러는 추운 겨울 동안 바다소가 야위었다고 언급하였다. 이는 낮은 다시마 성장으로 인한 단식 기간을 나타낸다. 플레이스토세 알류샨 섬(Pleistocene Aleutian Island) 바다소의 개체수는 커맨더 군도(Commander Island)보다 더 많았으며, 이는 따뜻한 알류샨 열도보다 서식지가 덜 좋고 식량이 적었기 때문에 커맨더 섬 바다소의 성장이 저해되었을 수 있다는 것을 보여준다. 스텔러는 바다소가 매우 사교적이라고 묘사했다. 그들은 작은 가족 집단을 이루며 부상당한 구성원들을 도왔고 명백히 일부일처제였다. 스텔러바다소는 부모의 보살핌을 받았을 수 있고, 어린 바다소들은 포식자로부터 보호하기 위해 무리의 앞쪽에 있었다. 스텔러는 암컷이 포획되고 있을 때 다른 바다 소떼가 사냥 보트를 마구 두드려 흔들며 공격했고, 사냥 후에는 포획된 동물이 죽은 뒤에도 동료가 배를 따라 해안가로 갔다고 전했다.

## 멸종
덴마크 출신의 탐험가 비투스 베링이 인솔한 러시아 제국(帝國)의 캄차카 탐험대는 1741년 11월에 폭풍우에 조난되어 캄차카반도(半島)의 동쪽 500km에 있는 코만도르스키 제도(諸島)의 무인도(베링 섬)에 좌초했다. 베링을 포함한 승무원의 반 이상이 괴혈병, 굶주림과 추위로 사망했지만 남은 사람들은 보트를 만들어 다음해 8월에 섬을 탈출해 페트로파블로프스크캄차츠키로 귀환했는데, 그 중에는 독일인인 게오르크 빌헬름 슈텔러(George Wilhelm Steller)도 포함되어 있었다.
그는 귀환했을 때 조난한 무인도(베링 섬)에서 발견된 거대한 바다소를 보고했다. 그 바다소는 길이 7.5미터, 허리둘레가 6.2미터이며, 섬 주변에 2,000여 마리 정도가 생식한다고 추정되었다. 그 바다소 1마리로부터 3톤 남짓의 고기와 지방을 손에 넣을 수 있었다. 그리고 그 고기는 송아지고기와 비슷한 맛을 갖고 있었다. 조난 중의 슈텔러 일행에게 이 바다소들은 훌륭한 식료원이 되었다. 맛뿐만이 아니라 비교적 오래 저장할 수 있었기 때문에 그들이 섬을 탈출할 때에 매우 도움이 되었다. 가죽은 장화와 벨트, 보트를 물결로부터 지키는 덮개로 이용되었고 젖은 직접 마신 것 밖에 버터로도 가공되었다. 지방은 단 아몬드 기름 같은 맛이 났고, 램프의 빛으로도 사용되었다. 그들이 생환할 수 있었던 것은 거기에 우연히 이 바다소가 있어 준 덕분이었다고 할 수 있을 것이다.
스텔러바다소라고 이름 붙은 이 바다짐승의 이야기는 곧바로 퍼져 그 고기나 지방, 모피를 노린 캄차카의 모피 상인이나 사냥꾼들이 많이 코만도르스키 제도로 향해 남획이 시작되었다.
10여 년 후인 1751년, 슈텔러는 그의 관찰기에서 이 동물의 몸의 특징이나 생태 등을 자세하게 기록했다.
이 바다소들은 동작이 둔하고, 인간에게 경계심도 없었다. 적절한 방어 방법도 없었고, 오로지 바닷속에 웅크리고 있을 뿐이었다. 또 이들은 동료가 살해당하면 마치 그것을 도우려는 듯이 몰려드는 습성이 있었다. 특히 암컷이 부상당하거나 살해당하면 수컷 여러 마리가 모여와 꽂힌 작살이나 얽혀 붙은 로프를 떼려고 했다. 그러한 습성도 사냥꾼에게 이용되었다.
1768년에 슈텔러의 옛 동료인 이반 포포프라고 하는 사람이 섬에 건너가 “아직 바다소가 2, 3마리 남아 있었으므로 죽였다.”라고 보고하고 있는데, 이것이 스텔러바다소의 마지막 기록이 되었다. 결국 그들은 발견 후 불과 27년 만에 자취를 감춘 것이 된다.

## 최근의 목격담
1768년 이후에도 스텔러바다소로 여겨지는 바다짐승의 포획이나 목격이 몇 번이나 보고되고 있다. 19세기 중반에도 목격담이 드물지 않았고, 최근에는 1962년에도 목격담이 있었다. 소련의 포경선 선원이 아나디리만(灣)에서 스텔러바다소를 닮고 대략 길이가 6~8m 정도 되는 6마리의 동물을 목격했다는 것이다. 이 목격담 소식은 1년 후 소련 학계에도 보고됐다. 1977년 캄차카의 어느 낚시꾼이 표류 중인 스텔러바다소의 특징과 유사한 동물과 접촉했다고 보고해 왔다. 그러나 현재로서는 신빙성이 낮은 것으로 여겨지고 있다.

## 같이 보기
- 홀로세 멸종